# Партия независимых либералов (Израиль)
Партия независимых либералов Израиля (ивр. ליברלים עצמאיים‎) — израильская политическая партия, действовавшая с 1965 по 1980-е гг. Была одной из составляющих блока «МААРАХ» и в конечном счете растворилась в партии «Авода».

## Предыстория
В мае 1961 года, к концу работы Кнессета 4-го созыва, в результате слияния «Партии общих сионистов» и лево-либеральной «Прогрессивной партии», суммарно имевших 14 мест в кнессете, была создана Либеральная партия Израиля. На выборах в Кнессет 5-го созыва, прошедших 15 августа 1961 года, партия получила 17 мест, столько же, сколько и партия «Херут» под руководством Менахема Бегина. Суммарное количество мандатов от этих партий было вторым по величине после партии «МАПАЙ» (42 места) под руководством Давида Бен-Гуриона.

## Создание
В 1965 году руководство партий либералов и «Херут» провело совещания по поводу возможного их объединения. Семь её депутатов, в основном от бывшей «Прогрессивной партии», во главе с первым министром юстиции Израиля Пинхасом Розеном, не согласились с таким решением и создали 16 марта 1965 года новую партию «Независимых либералов». 25 мая 1965 года оставшаяся часть либеральной партии объединилась с «Херутом» в блок «ГАХАЛ» под руководством М. Бегина, хотя обе стороны продолжали функционировать до конца каденции кнессета как независимые фракции.

## Политическая деятельность
На выборах в Кнессет 6-го созыва, прошедших 1 ноября 1965 года, партия получила 5 мандатов и вошла в правительственную коалицию блока «Маарах» под руководством премьер-министра Леви Эшколя, а затем Голды Меир.
На выборах в Кнессет 7-го (1969) и 8-го созывов (1973) представительство партии сохранялось на уровне 4 мандатов, и она вновь входила в правительство блока «Маарах».
На следующих выборах, прошедших 17 мая 1977 года, партия еле преодолела электоральный барьер (тогда — 1 %) и получила одно место в кнессете, а на выборах 1981 года — не прошла его. В 1984 году партия присоединилась к блоку «Маарах» (1 место), а затем практически прекратила своё существование.
Согласно КЕЭ, партия до сих пор имеет влияние в 35 мошавах, шести кибуцах. В июле 1987 года между «Независимыми либералами», партией «Шинуй» и группой бывших членов Либеральной партии было подписано соглашение о создании внепарламентской политической группировки «Либеральный центр».